# 1549 год в науке
В 1549 году произошли различные научные и технологические события, некоторые из которых представлены ниже.

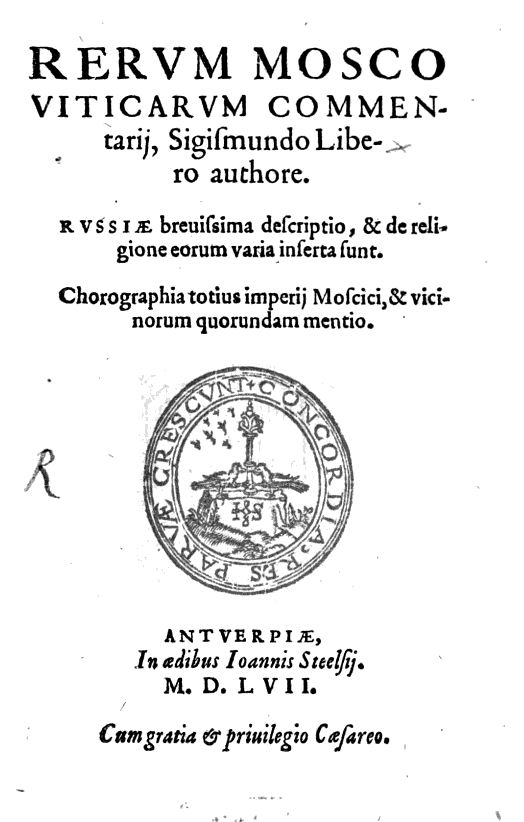
«Записки о Московии» Герберштейна

## События
- Февраль — В Москве созван первый Земский собор.

## Публикации
- Сигизмунд фон Герберштейн: «Записки о Московии». Уникальное, добросовестное этнографическое описание Московского царства времён Ивана Грозного, охватывающее торговлю, религию, обычаи, политику, военное дело, географию, историю и политическую жизнь[1].

## Родились
См. также: Категория:Родившиеся в 1549 году
- 30 ноября — Генри Савиль, английский математик, переводчик и благотворитель (умер в 1622 году).

## Скончались
См. также: Категория:Умершие в 1549 году
- Скарпаньино (Антонио дель Аббонди) — итальянский архитектор, строитель Дворца дожей (род. около 1465 года).